# 日本歯内療法学会
一般社団法人日本歯内療法学会（にほんしないりょうほうがっかい、Japan Endodontic Association;JEA）とは、歯内療法学を中心とした学問を取り扱う専門学術団体の一つである。日本歯科医学会の専門分科会。日本学術会議の「日本学術会議協力学術研究団体」。
1980年に日本歯内療法協会として設立。1993年に日本臨床歯内療法学会、2002年に日本歯内療法学会となった。2024年12月31日現在会員数2,849名。

## 総会
- 年1回

## 本部事務局
- 〒170-0003 東京都豊島区駒込1-43-9　駒込TSビル4F　（一財）口腔保健協会内

## 支部会
- 東北歯内療法学会
- 関東歯内療法学会
- 中部歯内療法学会
- 西日本歯内療法学会
- 九州歯内療法学会

## 学会誌
- 『日本歯内療法学会雑誌』年3回発刊 ISSN 1347-8672 全国書誌番号:01000474

## 専門認定
- 歯科医師
  - 日本歯内療法学会専門医
  - 日本歯内療法学会指導医

## 学術大会等
| 年     | 月日             | 名称                               | 大会長     | 会場                              | テーマ                                                                                | 参加者数 | 備考                                                          |
| ------ | ---------------- | ---------------------------------- | ---------- | --------------------------------- | ------------------------------------------------------------------------------------- | -------- | ------------------------------------------------------------- |
| 1994年 | 6月11日～12日    | 第15回日本臨床歯内療法学会学術大会 | 西嶋克己   | 倉敷市芸文館                      |                                                                                       |          | [ 4 ]                                                         |
| 1995年 | 5月20日～21日    | 第16回日本臨床歯内療法学会学術大会 | 松本光吉   | 昭和大学                          |                                                                                       |          | [ 4 ]                                                         |
| 1996年 | 6月29日～30日    | 第17回日本臨床歯内療法学会学術大会 | 須田英明   | 東京医科歯科大学                  | Endodontics from Nowーこれからの歯内療法                                              |          | [ 4 ]                                                         |
| 1997年 | 6月28日～29日    | 第18回日本臨床歯内療法学会学術大会 | 加藤熈     | 北海道大学                        | 確実で能率的な歯内療法                                                                |          | [ 4 ]                                                         |
| 1998年 | 6月13日～14日    | 第19回日本臨床歯内療法学会学術大会 | 中村治郎   | 鶴見大学                          | 最善の歯内治療を求めて                                                                |          | [ 4 ]                                                         |
| 1999年 | 6月19日～20日    | 第20回日本臨床歯内療法学会学術大会 | 戸田忠夫   | 千里ライフサイエンスセンター      | 人の感性・機械の感性                                                                  |          | [ 4 ]                                                         |
| 2000年 | 7月8日～9日      | 第21回日本臨床歯内療法学会学術大会 | 吉田直人   | 仙台国際センター                  | エンドドンティックス 21世紀への展望                                                   |          | [ 4 ]                                                         |
| 2001年 | 5月19日～20日    | 第22回日本臨床歯内療法学会学術大会 | 中村洋     | 愛知学院大学                      | Welcome Endodonics 2001ー原点と最先端・そして現在ー                                   |          | [ 4 ]                                                         |
| 2002年 | 7月20日～21日    | 第23回日本歯内療法学会学術大会     | 赤峰昭文   | パピヨン24                        | エンドを科学する－21世紀の歯内療法学                                                  |          | [ 4 ]                                                         |
| 2003年 | 7月5日～6日      | 第24回日本歯内療法学会学術大会     | 村岡博     | 日本都市センター会館              |                                                                                       |          | [ 4 ]                                                         |
| 2004年 | 7月10日～11日    | 第25回日本歯内療法学会学術大会     | 川崎孝一   | 朱鷺メッセ                        | クリニカル エンドドンティックスのエッセンスを求めて                                   |          | [ 4 ]                                                         |
| 2005年 | 7月30日～31日    | 第26回日本歯内療法学会学術大会     | 勝海一郎   | 日本歯科大学歯学部                | 多様な観点から歯内療法をみつめなおす                                                  |          | 韓国歯内療法学会学術大会共済                                  |
| 2006年 | 7月29日～30日    | 第27回日本歯内療法学会学術大会     | 松尾敬志   | 徳島大学蔵本キャンパス            | EndodontologyからEndodonticsへ―エビデンスに基づく歯内療法―                            |          | [ 4 ] [ 6 ]                                                   |
| 2007年 | 5月26日～27日    | 第28回日本歯内療法学会学術大会     | 栗原英見   | 広島国際会議場                    | Bio-Endodontics―バイオ・エンドドンティクス―                                           |          | 第5回日韓合同歯内療法学会併催                                 |
| 2008年 | 5月24日～25日    | 第29回日本歯内療法学会学術大会     | 中川寛一   | 東京歯科大学 千葉校舎             | Endodontic Retreatment 根管治療の予後不良と対応の 3R：Removal, Repair, Reconstruction |          | [ 4 ]                                                         |
| 2009年 | 4月25日～4月26日 | 第30回日本歯内療法学会学術大会     | 石井信之   | 都市センターホテル                | The Fusion of Science and Modern Art                                                  | 460名    | 第15回アジア太平洋歯内療法学会、第7回日韓合同歯内療法学会併催 |
| 2010年 | 7月24日～25日    | 第31回日本歯内療法学会学術大会     | 中久木一乘 | 東商ホール                        | 歯科治療の根幹Endoを熱く語る−Endoで大きく変えよう！−                                  | 620名    | 関東甲信越静支部会共催                                        |
| 2011年 | 7月30日～31日    | 第32回日本歯内療法学会学術大会     | 林善彦     | 長崎全日空ホテル グラバーヒル     | もう一度見直そう，エンドの重要性                                                      |          | The 9th KAE-JEA Joint Meeting併催                             |
| 2012年 | 6月16日～17日    | 第33回日本歯内療法学会学術大会     | 松島潔     | 日経ホール                        | 歯内療法の未来を考える                                                                |          | [ 4 ]                                                         |
| 2013年 | 5月23日～26日    | 第34回日本歯内療法学会学術大会     | 須田英明   | 東京国際フォーラム                | Shaping the Future of Endodontics                                                     |          | [ 4 ]                                                         |
| 2014年 | 7月12日～13日    | 第35回日本歯内療法学会学術大会     | 興地隆史   | 朱鷺メッセ                        | 新時代の歯内療法：エビデンスとアートの融和                                            |          | [ 4 ]                                                         |
| 2015年 | 7月11日～12日    | 第36回日本歯内療法学会学術大会     | 細矢哲康   | 鶴見大学記念館                    | let's confirm basic endodontics                                                       | 520名超  | 第13回日韓合同歯内療法学会学術大会併催                        |
| 2016年 | 7月23日～24日    | 第37回日本歯内療法学会学術大会     | 中田和彦   | 愛知県産業労働センター            | 社会から求められる歯内療法 －クラシカルとコンテンポラリーの調和－                     |          | [ 4 ]                                                         |
| 2017年 | 7月22日〜23日    | 第38回日本歯内療法学会学術会議     | 古澤 成博  | 東京・東京歯科大学 水道橋校舎新館 | Reconfirmation of diagnosis in endodontics                                            |          | 第14回日韓合同歯内療法学会学術大会併催                        |
| 2018年 | 7月7日〜8日      | 第39回日本歯内療法学会学術大会     | 阿南壽     | 福岡国際会議場                    | 現在そしてこれからの歯内療法の潮流 ―「マイクロエンド」と「再生医療」―                 |          | [ 4 ]                                                         |
| 2019年 | 6月15日〜16日    | 第40回日本歯内療法学会学術大会     | 横瀬敏志   | タワーホール船堀                  | 超高齢社会での歯内療法の役割                                                          |          | 第17回日韓合同歯内療法学会学術大会併催                        |
| 2020年 | 6月27日〜28日    | 第41回日本歯内療法学会学術大会     | 五十嵐勝   | 山形テルサ                        | 昭和から平成、そして令和に花開く究極の歯内療法                                        |          | 現地開催中止・誌上開催                                        |
| 2021年 | 9月23日〜25日    | 第42回日本歯内療法学会学術大会     | 阿南壽     | パシフィコ横浜                    |                                                                                       |          | 第24回日本歯科医学会学術大会併催                              |
| 2022年 | 7月9日〜10日     | 第43回日本歯内療法学会学術大会     | 坂東信     | Web開催（オンデマンド配信）       | 北の大地から歯内療法を再考する                                                        |          | [ 4 ]                                                         |
| 2023年 | 7月8日〜9日      | 第44回日本歯内療法学会学術大会     | 鈴木規元   | 昭和大学 上條記念館               | 新たなる歯内療法への幕開け                                                            |          | [ 4 ]                                                         |
| 2024年 | 月20日〜21日     | 第45回日本歯内療法学会学術大会     | 林美加子   | 千里ライフサイエンスセンター      | 歯内療法の革新と未来                                                                  |          | [ 4 ]                                                         |

## 加盟団体
- 日本歯科医学会
- 日本歯学系学会協議会